# 航空路管制卓システム
航空路管制卓システム（こうくうろかんせいたくしすてむ、IECS：Integrated En-route Control System）は、日本での航空路管制における管制支援システムのひとつとして、整備されたシステムである。全国の航空交通管制部に配置され、2008年に運用開始。
札幌航空交通管制部においては2008年11月、福岡航空交通管制部においては2009年3月、東京航空交通管制部においては2009年11月、那覇航空交通管制部においては2010年3月に正式運用を開始した。